# 円覚寺庭園

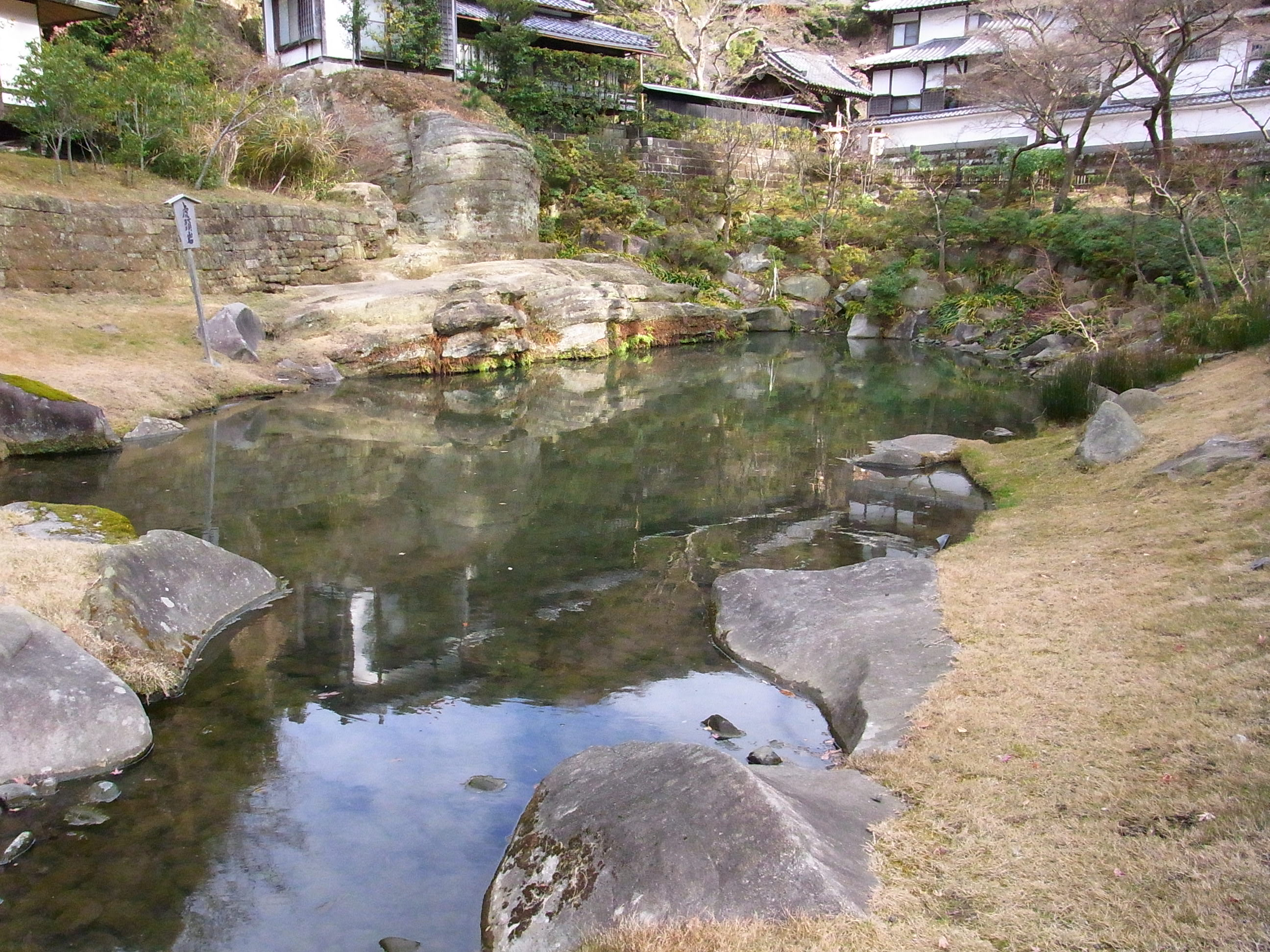
妙香池
（2011年1月3日撮影）

円覚寺庭園（えんがくじていえん）は、神奈川県鎌倉市山ノ内に所在し、鎌倉五山にも列せられる臨済宗円覚寺派の大本山円覚寺の境内に設けられた庭園である。国の史跡および名勝に指定されている。

## 概要
1932年（昭和7年）7月23日付けで「円覚寺庭園」の名称で国の史跡および名勝に指定されたのは、総門前の前庭（白鷺池周辺）と、境内奥の妙香池周辺の2か所である。
前庭は横須賀線や県道21号が通って旧形を損じ、方形の広場は痕跡をとどめないが、円覚寺総門の手前の線路を隔てた踏切の向かい側には「白鷺池（びゃくろち）」と称する左右対称の方形の池が広がり、池にかかる石橋「降魔橋」が現存して、総門に通じている。白鷺池はその半分近くが埋められてしまったが、春にはサクラ、秋には紅葉など四季折々の自然の情景が池の周囲を飾っている。なお、「白鷺池」の名前は、円覚寺開山無学祖元が宋より鎌倉入りした際に、鶴岡八幡宮の神使がシラサギに身を変えて案内したという伝承に由来する。
仏殿の前にはカシワをはじめ様々な樹木が植栽されており、境内奥の庭園は建武年間に夢窓疎石が作庭したものといわれる。この庭は、「妙香池（みょうこうち）」と称する放生池を中心に築かれており、池は岩盤を掘り下げてつくられたものである。池の北岸にあたる山側には、波浪の浸食を擬した虎頭岩が配されている。

## アクセス
- JR東日本横須賀線北鎌倉駅下車